# 名仁川るい
名仁川 るい（なにがわ るい）は、日本の漫画家。宮城県在住。双子座。血液型はAB型。

## 経歴
漫画家になろうと思ったのは、小学校のころに『ちゃお』を読んだことがきっかけで、漫画賞のページで「原稿を描いて認められれば雑誌に掲載される」という事実を知ったからである。その後、專門学校への進学を決めた頃、講談社のある少年誌の月例賞を受賞するが、同時期にパニック障害を発病したために高校卒業に必要な単位がギリギリになった。このため高校卒業後の進路を変更せざるを得なくなり、スクウェア・エニックスの雑誌に応募し、当選してデビューする。その後、読者であったemilyの単行本にあった漫画賞の記述がきっかけで、『COMICポプリクラブ』から再デビューし、同誌の休刊により奇しくも最後の漫画賞受賞者となった。デビュー作、『孤高のサプリ』を描くまで、Hな女性を描いたことがなかった、という。雑誌の異動など紆余曲折あり、最初の単行本『求愛少女』を出したあたりで「核」のようなものが生まれ、目標を達成した安心感が生まれたようである。
根本的にリミッターが外れた女の子を描くのが好きであり、目標は「安定しながらより良いものを描き続ける事」だそうである。「万人が安心して嗜める、口当たりはソフトなのに、濃厚な話にも力を入れていきたい」そうである。セツナ系とされる。
ペンネームは母親が「何が悪い」をもじって考えたものである。

## 作品リスト

### 漫画作品
- 凡例
  - 〈種〉連載か読切かで2種に大別。
  - 〈収録〉1：欲情ウラハラJK / 2：求愛少女 / 3：スキノウラガワ / 4：キミが、イイ。 / 未：単行本未収録

|  | 連載作品 |  | 読切作品 |

|    | 作品名                       | 種   | 発行     | 掲載                                             | 収録 | 注記                                             |
| -- | ---------------------------- | ---- | -------- | ------------------------------------------------ | ---- | ------------------------------------------------ |
| 1  | 孤高のサプリ                 | 読切 | マックス | COMICポプリクラブ 2015年9月号                    | 2    | 第55回ポプリ大賞佳作受賞作。                     |
| 2  | Please No More!!             | 読切 | マックス | COMICポプリクラブ 2015年10月号                   | 1・2 |                                                  |
| 3  | 水槽監視員。                 | 読切 | マックス | COMICポプリクラブ 2015年11月号                   | 2    |                                                  |
| 4  | 遮光伽                       | 読切 | 文苑堂   | COMIC EUROPA Vol.5                               | 1・2 |                                                  |
| 5  | 私で豹変して下さい！         | 読切 | 文苑堂   | COMIC EUROPA Vol.6                               | 1・2 |                                                  |
| 6  | ウラハラ                     | 読切 | 文苑堂   | COMIC EUROPA Vol.7                               | 1・2 |                                                  |
| 7  | それでも彼女は抗わない。     | 読切 | 文苑堂   | COMIC BAVEL 2016年11月号 COMIC BAVEL 2021年8月号 | 1・2 |                                                  |
| 8  | 蜜月-ミツゲツ-               | 読切 | 文苑堂   | COMIC BAVEL 2017年2月号                          | 2    | 「ウラハラ」の続編。                             |
| 9  | 寧。                         | 読切 | 文苑堂   | COMIC BAVEL 2017年7月号                          | 2    |                                                  |
| 10 | So Much For Today            | 読切 | N/A      | N/A                                              | 2    | 単行本描き下ろし、「Please No More!!」の後日談。 |
| 11 | クロスオーバーガールズトーク | 読切 | N/A      | N/A                                              | 2    | 単行本描き下ろし。                               |
| 12 | 卯月サマはお説教が長い。     | 読切 | 文苑堂   | COMIC BAVEL 2018年1月号                          | 3    |                                                  |
| 13 | さいれんと Play List         | 読切 | 文苑堂   | COMIC BAVEL 2018年5月号                          | 3    |                                                  |
| 14 | 新野さんはあやかりたい。     | 読切 | 文苑堂   | COMIC BAVEL 2018年6月号                          | 3    |                                                  |
| 15 | Afterglow                    | 読切 | 文苑堂   | COMIC BAVEL 2018年10月号                         | 3    |                                                  |
| 16 | 被写体レンタル               | 読切 | 文苑堂   | COMIC BAVEL 2018年12月号                         | 3    |                                                  |
| 17 | トクベツアツカイ。           | 読切 | 文苑堂   | COMIC BAVEL 2019年2月号                          | 3    |                                                  |
| 18 | トクベツアツカイ。2 -正論-   | 読切 | 文苑堂   | COMIC BAVEL 2019年6月号                          | 3    |                                                  |
| 19 | トクベツアツカイ。3 -正義-   | 読切 | 文苑堂   | COMIC BAVEL 2019年8月号                          | 3    |                                                  |
| 20 | Morning Rose                 | 読切 | 文苑堂   | COMIC BAVEL 2019年10月号                         | 3    | 「Afterglow」の続編。                            |
| 21 | 仔犬達のジレンマ             | 読切 | 文苑堂   | COMIC BAVEL 2020年1月号                          | 4    |                                                  |
| 22 | レッドゾーン                 | 読切 | 文苑堂   | COMIC BAVEL 2020年7月号                          | 4    |                                                  |
| 23 | 悪友。                       | 読切 | 文苑堂   | COMIC BAVEL 2020年10月号                         | 4    |                                                  |
| 24 | chicken                      | 読切 | 文苑堂   | COMIC BAVEL 2021年1月号                          | 4    |                                                  |
| 25 | 見つめなくていいから。       | 読切 | 文苑堂   | COMIC BAVEL 2021年4月号                          | 4    |                                                  |
| 26 | どうかこっちを向いて。       | 読切 | 文苑堂   | COMIC BAVEL 2021年9月号                          | 4    | 「見つめなくていいから。」の続編。               |
| 27 | 眼をそらさないでいて。       | 読切 | 文苑堂   | COMIC BAVEL 2022年2月号                          | 4    | 「どうかこっちを向いて。」の続編。               |

### 書籍
- 『欲情ウラハラJK』文苑堂〈BAVEL COMICS〉、2017年1月6日発売[7]、電気書籍のみ
- 『求愛少女』[8]文苑堂〈BAVEL COMICS〉、2017年5月30日発売、ISBN 978-4-86117-271-7
- 『スキノウラガワ』[9]文苑堂〈BAVEL COMICS〉、2019年11月30日発売[10]、ISBN 978-4-86117-334-9
- 『キミが、イイ。』[11]文苑堂〈BAVEL COMICS〉、2021年12月28日発売[12]、ISBN 978-4-86117-385-1

## 受賞歴
- 第55回ポプリ大賞佳作『孤高のサプリ』[13]